# MuCommander
MuCommander — багатоплатформний двопанельний файловий менеджер з графічним інтерфейсом. Написаний на Java, тому вимагає встановленої Java Runtime Environment. Існують офіційні дистрибутиви для Mac OS X, MS Windows та Linux. Для користувачів систем з Advanced Packaging Tool розробники містять власний репозиторій . Можливий запуск з браузера за технологією Java Web Start. Інтерфейс переведений на багато мов (23 мови), у тому числі українською.

## Основні можливості
- Робота з локальними дисками, FTP, SFTP, Samba,  NFS, HTTP та Bonjour.
- Робота з архівами, в тому числі ZIP (на льоту), RAR, TAR, GZip, BZip2, ISO/NRG, AR/DEB, LST.
- Дерево тек для кожної панелі.
- Групове перейменування.
- Відправка файлів по SMTP.
- Гнучке налаштування «гарячих клавіш».

## Недоліки
- Відсутність можливості роботи з вкладками.
- Відсутність рекурсивного пошуку файлів.
- Мінімальна підтримка Drag&Drop (лише копіювання до теки призначення).

## Форки
- trolCommander [Архівовано 26 березня 2016 у Wayback Machine.] Version 0.9.7 (21 January 2016) [3]